# Ignaz Michael Welleminsky
Ignaz Michael Welleminsky (* 7. Dezember 1882 in Prag; † 17. Juli 1942 in Poland Spring, Maine, USA; ursprünglich Weleminsky) war ein österreichischer Textdichter von Schlagern und Librettist von Opern, Operetten, Singspielen. Wegen seiner jüdischen Abstammung durfte er in den 1930er Jahren als Mitverfasser des Librettos der Oper Aladin vom Verlag nicht genannt werden. Daraufhin emigrierte er in die USA.

## Werke
(Zusammengestellt nach dem Bestand der Kataloge der Musiksammlung der Österreichischen Nationalbibliothek und der Wienbibliothek; Stand: April 2009) 

### Bühnenwerke
- 1913: Glockenspiel (Carillon). Komische Oper in einem Akt. Text gemeinsam mit Bruno Hardt-Warden. Musik: Jan Brandts-Buys.
- 1914: La Valliére. Oper in fünf Bildern. Text gemeinsam mit Bruno Hardt-Warden. Musik von Max von Oberleithner. UA: 26. Januar 1918, Volksoper Wien.
- 1916: Der eiserne Heiland. Oper in drei Akten. Text gemeinsam mit Bruno Hardt-Warden. Musik: Max von Oberleithner. UA: 20. Januar 1917, Volksoper Wien.
- 1916: Die Schneider von Schönau. Komische Oper in drei Akten. Text gemeinsam mit Bruno Hardt-Warden. Musik: Jan Brandts-Buys. UA: 20. Februar 1917, Hof-Operntheater.
- 1917: Lenz und Liebe (Original: Tavasz és szerelem). Singspiel in einem Vorspiel und zwei Akten. Text gemeinsam mit Bruno Hardt-Warden. Musik nach Melodien von Franz Schubert von Heinrich Berté.
- 1918: Der Eroberer. Oper in drei Akten. Text gemeinsam mit Bruno Hardt-Warden. Musik: Jan Brandts-Buys.
- 1918: Li-I-Lan. Eine chinesische Liebeslegende in fünf Bildern. Text gemeinsam mit Bruno Hardt-Warden. Musik: Wolfgang von Bartels.
- 1919: Cäcilie. Oper in drei Akten. Text gemeinsam mit Bruno Hardt-Warden. Musik: Max von Oberleithner. UA: 1919, Hamburg.
- 1919: Micarême (Karnevals Ende). Oper in einem Akt. Text gemeinsam mit Bruno Hardt-Warden. Musik: Jan Brandts-Buys.
- 1920: Das Heidentor. Oper in einem Akt und einem Zwischenspiel. Text gemeinsam mit Bruno Hardt-Warden. Musik: Max von Oberleithner. UA: 1920, Mährisch-Ostrau.
- 1920: Apachen. Operette in drei Akten. Text gemeinsam mit dem Komponisten. Musik: Ralph Benatzky. UA: 20. Dezember 1920, Apollotheater.
- 1920: La Tarantelle de la Mort (Todestarantella). Mimodrama in sieben Szenen. Text gemeinsam mit Bruno Hardt-Warden. Musik: Julius Bittner.
- 1922: Der Mann im Mond. Ein wunderlich Spiel für Musik in drei Akten. Musik: Jan Brandts-Buys.
- 1922: Fredigundis. Oper in drei Aufzügen nach Felix Dahn. Text gemeinsam mit Bruno Hardt-Warden. Musik: Franz Schmidt. UA: 8. März 1924, Wiener Staatsoper.
- 1924: Wenn der Holunder blüht. Operette in drei Akten. Text gemeinsam mit dem Komponisten. Musik: Paul Knepler. UA: 1. Juli 1924, Metropoltheater, Wien.
- 1927: Die Glocken von Paris. Operette in drei Akten. Text gemeinsam Paul Knepler. Musik: Richard Fall. UA: 14. Oktober 1927, Carltheater.
- 1929: Belsazar. Oper in einem Akt. Text gemeinsam mit Paul Knepler. Musik: Hans E. Peró.
- 1929: Lebenslichter. Oper in einem Aufzug. Text gemeinsam mit Bruno Hardt-Warden. Musik: Hans E. Peró.
- 1930: Zwei Herzen im Dreivierteltakt (Der verlorene Walzer). Operette in drei Akten (8 Bildern). Nach dem gleichnamigen Tonfilm des Walter Reisch und Franz Schulz. Text gemeinsam mit Paul Knepler. Musik: Robert Stolz.
- 1931: Die Dubarry. Operette in neun Bildern. Text gemeinsam mit Paul Knepler. Musik nach Carl Millöcker von Theo Mackeben. UA: Berlin 14. August 1931
- 1933: Die lockende Flamme. Romantisches Singspiel in acht Bildern. Text gemeinsam mit Paul Knepler. Musik: Eduard Künneke.
- 1934: Flammendes Land (Fanal). Oper in drei Akten. Text gemeinsam mit Oscar Ritter unter freier Benutzung der rheinischen Sage „Der Schelm von Bergen“. Musik: Kurt Atterberg. UA: 1934 Stockholm.
- 1941: Aladin. Oper in drei Akten. Text nach einem Märchen aus 1001 Nacht zusammen mit Bruno Hardt-Warden. Musik: Kurt Atterberg. UA: 1941 Stockholm.
- Die silberne Flöte. Komische Oper in drei Akten. Text gemeinsam mit Josef Reitler. Musik: Max von Oberleithner.

### Unvertonte Libretti
- Die Locke der Dogaressa. Oper in drei Akten. Text gemeinsam mit Bruno Warden.
- Cherchez la femme. Komische Oper in fünf Bildern. Text gemeinsam mit Rudolf Sieczyński.
- Vertrag mit Frankreich. Musikalische Komödie aus der Barockzeit in fünf Bildern. Text gemeinsam mit Rudolf Sieczyński.

### Schlager und Lieder
- 1927: Das kann der Wille des Schöpfers nicht sein! Lied. Text gemeinsam mit Paul Knepler. Musik: Richard Fall.
- 1927: Holde Dorothee. Lied. Text gemeinsam mit Paul Knepler. Musik: Richard Fall.
- 1929: Geliebte! Lied. Text gemeinsam mit Paul Knepler. Musik: Richard Fall.